# L'Amante inquiète
L'Amante inquiète est un tableau peint par Jean Antoine Watteau actuellement conservé au musée Condé à Chantilly.

## Historique

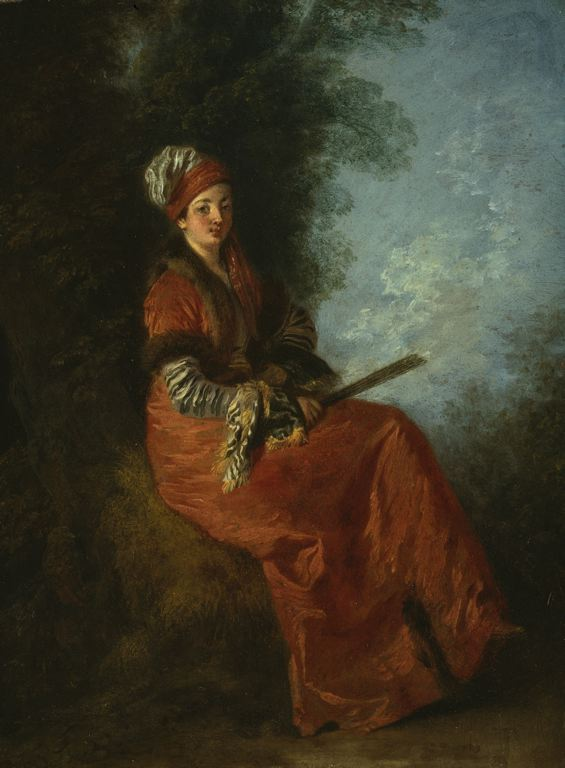
La Rêveuse, Institut d'art de Chicago

Le tableau est sans doute à l'origine la propriété de l'abbé Haranger, chanoine de l'église Saint-Germain-l'Auxerrois de Paris, qui était l'un des plus proches amis de Watteau et qui hérite d'une grande partie des dessins du peintre à la mort de celui-ci. Le tableau est gravé en 1729 par Pierre Aveline : son estampe est publiée sur la même feuille que l'estampe d'un autre tableau intitulée La Rêveuse, actuellement conservé à l'Art Institute of Chicago et à l'époque appartenant aussi à l'abbé Haranger. Il s'agirait soit de deux pendants, soit, selon Pierre Rosenberg, ils ont été artificiellement réunis dans la collection de l'abbé.
Le tableau est par la suite signalé à la vente de la collection Lebrun en 1791 à Paris. Entré dans la collection du marquis de Maison, il est acheté avec le reste de la collection par le duc d'Aumale en 1868. Revenu en France, il l'installe dans la salle Caroline du château de Chantilly où il est encore exposé.

## Thème et analyse
Watteau a à plusieurs reprises représenté des figures isolées représentant un caractère : La Finette, L'Indifférent ou encore justement La Rêveuse. Selon Jean Ferré, les roses coupées qui se trouvent dans son tablier sont le « symbole d'un amour consumé ». 

## Œuvres en rapport
Un dessin représentant Deux études de femme assise (coll. part.) reprend presque exactement la figure du tableau. Watteau a par ailleurs réalisé une eau-forte représentant aussi une femme assise très proche. 